# 金正學
金正學（韓語：김정학，1972年2月16日—），韓國男演員。

## 演出作品

### 電視劇
- 1995年：SBS《沙漏》
- 2002年：MBC《賢貞我愛你》
- 2004年：KBS《你是星星》
- 2005年：SBS《堅強的野花》飾演 朴敏圭
- 2007年：SBS《遇上完美鄰居的方法》飾演 車英載
- 2007年：MBC《蘿蔔泡菜》飾演 李珉基
- 2007年：MBC Drama《別巡檢》飾演 真伊的哥哥
- 2009年：MBC《賢內助女王》飾演 楊課長
- 2010年：KBS《麵包王金卓求》飾演 尹醫生
- 2011年：MBC《Royal Family》飾演 趙東民
- 2011年：tvN《Birdie Buddy》
- 2012年：tvN《玻璃假面》飾演 金俊豪
- 2013年：JTBC《無情都市》飾演 安景燦
- 2013年：SBS《黃金帝國》飾演 申仲豪
- 2013年：JTBC《你鄰居的妻子》飾演 趙醫師
- 2014年：SBS《Three Days》飾演 文成民
- 2014年：KBS《朝鮮槍手》飾演 吳景
- 2014年：KBS《Drama Special－引發騷動的三個離家女子》飾演 偵查隊長
- 2014年：OCN《壞小子們》飾演 朴昌俊
- 2014年：tvN《未生》飾演 李錫正
- 2015年：KBS《青鳥之家》飾演 金尚俊
- 2015年：MBC《華政》飾演 張晚
- 2015年：SBS《龍八夷》飾演 外科醫生
- 2016年：KBS《Beautiful Mind》
- 2016年：SBS《對，就是那樣》
- 2016年：SBS《Wanted》
- 2017年：SBS《師任堂，光的日記》飾演 洪桂弼
- 2017年：OCN《隧道》飾演 金莞
- 2017年：KBS《七日的王妃》飾演 朝鮮成宗
- 2017年：MBC《王在相愛》飾演 久英
- 2018年：SBS《能先接吻嗎？》飾演 孫武漢的主治醫師
- 2018年：OCN《小神的孩子們》飾演 千承煥
- 2018年：JTBC《Misty》飾演 青瓦台秘書官
- 2023年：KBS《高麗契丹戰爭》飾演 崔沆
- 2024年：MBC《夜晚開的花》飾演

### 電影
- 1999年：《戀風戀歌》
- 1999年：《愛的肢解》
- 2001年：《高空彈跳》
- 2002年：《人民公敵》
- 2002年：《海岸線》
- 2008年：《人民公敵3》
- 2010年：《不可饒恕》
- 2011年：《看不見的愛》
- 2012年：《悖論循環》
- 2012年：《偵探上錯床（朝鲜语：간기남）》飾演 鑑識科刑警（特別出演）
- 2013年：《No Breathing》

## 外部連結
- NAVER （页面存档备份，存于）